# ببرماهی ریزپولک
ببرماهی ریزپولک (نام علمی: Datnioides microlepis) نام یک گونه از سرده ببرماهی است.